# 佐藤洋樹
佐藤 洋樹（さとう ひろき、1950年（昭和25年）2月25日 - ）は、日本の政治家。元山形県寒河江市長（4期）。

## 来歴
東北大学教育学部卒業。山形県庁に入庁し、土木部次長、健康福祉部長、村山総合支庁長などを歴任した。2007年（平成19年）3月、県庁を退職。
2008年（平成20年）12月21日に行われた寒河江市長選挙に自民党・民主党・公明党・社民党・連合山形の推薦を受けて出馬。元市議の柏倉信一との一騎打ちを制し初当選を果たした。投票率は66.50％。2009年（平成21年）1月20日、市長就任。
2012年（平成24年）、無投票により再選。2016年（平成28年）12月、無投票により3選。2020年（令和2年）12月、無投票により4選。
2024年（令和6年）の市長選挙には出馬せず副市長の斎藤真朗を後継に指名した。